# Hohler Stein (Kallenhardt)

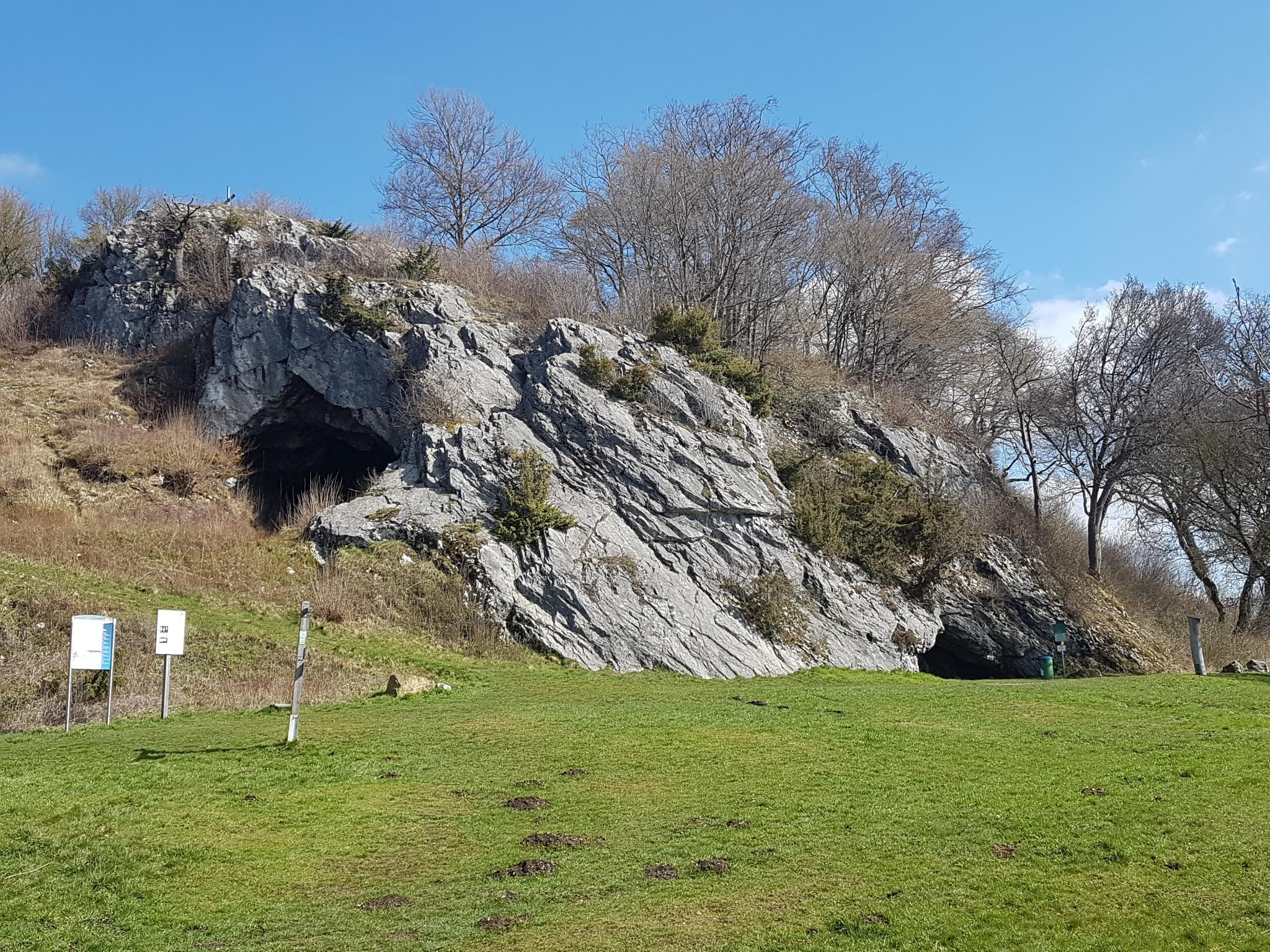
Kulturhöhle Hohler Stein, kleiner Eingang (rechts), großer Eingang (links)

Der Hohle Stein in der Gemarkung Kallenhardt der nordrhein-westfälischen Gemeinde Rüthen ist eine große Kulturhöhle, die archäologische Funde von der End-Altsteinzeit bis zur vorrömischen Eisenzeit erbracht hat. Der Hohle Stein liegt im Naturschutz- und FFH-Gebiet Lörmecketal, in dem sich auch – nur wenige hundert Meter entfernt – die Felsformation Hoher Stein befindet.

## Entstehung der Höhle
Vor 350 Millionen Jahren, im Erdzeitalter des mittleren Devon, bildeten sich im Devon-Meer rund um Warstein mächtige Kalkstein-Schichten, ein Riff aus den Resten abgestorbener Meerestiere. Am südlichen Rand des südlichen der beiden großen Kalkstein-Züge des Warsteiner Sattels liegt der Hohle Stein. In den folgenden Erdzeitaltern wurde die mächtige Kalksteinbank durch Erdverschiebungen und gebirgsbildende Vorgänge gefaltet und geklüftet. Kleinere dieser so entstandenen Spalten wurden im Laufe der Zeit wieder durch kalkige Sedimente verfüllt. Südlich des Hohlen Steins liegen die sog. Arnsberger Schichten, die vor etwa 270 Millionen Jahren, im Erdzeitalter des Pennsylvanium, entstanden. Am Fuße des Hohlen Steins trifft das kohlensäurehaltige Wasser der Lörmecke auf den Massenkalk. Einerseits setzt der harte Kalkstein dem Wasser Widerstand entgegen – die Lörmecke ändert in der Umgebung des Hohlen Steins die Richtung – andererseits löst das saure Wasser den Kalkstein langsam auf, und so konnten sich im Laufe der Zeit im Lörmecketal zahlreiche Höhlen bilden. Am Beispiel des Hohlen Steins kann besonders gut der Zusammenhang von Tektonik und Höhlenentstehung aufgezeigt werden. Die Form des Hohlraums wird deutlich durch die Klüftung und Schichtung des Gesteins bestimmt.

## Lage und Forschungsgeschichte

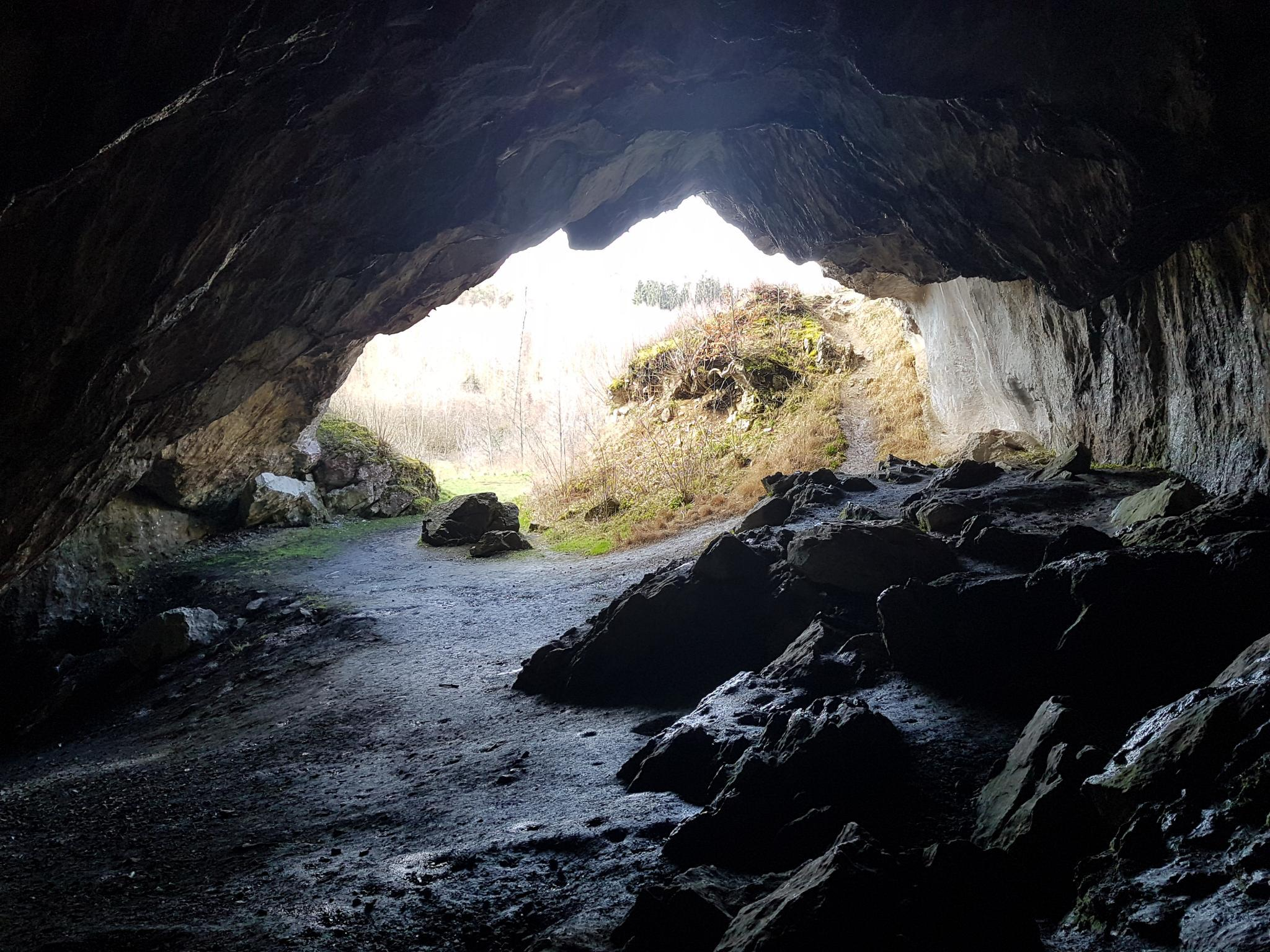
Blick aus der Haupthöhle

Die große Halle des Hohlen Steines hat eine maximale Längenausdehnung von etwa 30 m, die maximale Breite beträgt rund 20 m. Außerdem setzt im Süden der Halle ein Nebengang an, der nach etwa 12 m zu Tage tritt. Heute liegt der südliche Eingang etwa 3 m, das Höhlenportal im Westen rund 8 m über dem Normalwasserspiegel der Lörmecke. Die Höhle bleibt also auch bei Hochwasser vollkommen trocken. Im 19. Jahrhundert war der heute so auffällige große „Haupteingang“ fast völlig verstürzt, kurz nach 1800 wird er noch als „mäßig groß“" beschrieben, später scheint er ganz verschlossen gewesen zu sein. Die so entstandene Schutthalde wurde in den achtziger Jahren des 19. Jahrhunderts abgebaut, um daraus Material zum Wegebau sowie Kalk zu gewinnen.
In den Jahren 1928 bis 1934 führten der Volksschulrektor Eberhard Henneböle (Rüthen) und der Geologe Julius Andree (Universität Münster, später ein wichtiger Vertreter der NS-Archäologie) Ausgrabungen im Hohlen Stein durch. Erst dadurch erreichte die Höhlenhalle ihre heutige imposante Größe. Vor dem Ausräumen des etwa 1500 Kubikmeter Sediments war die Halle nur an wenigen Stellen höher als etwa 3 m. Die bisherigen Grabungen in der Höhle waren nach modernen Gesichtspunkten alles andere als professionell, so dass zahlreiche wichtige archäologische Befunde vollständig zerstört wurden. Es ist zu erwarten, dass im Bereich des Vorplatzes der Höhle noch unberührte archäologische Fundschichten vorhanden sind.

## Archäologische Funde

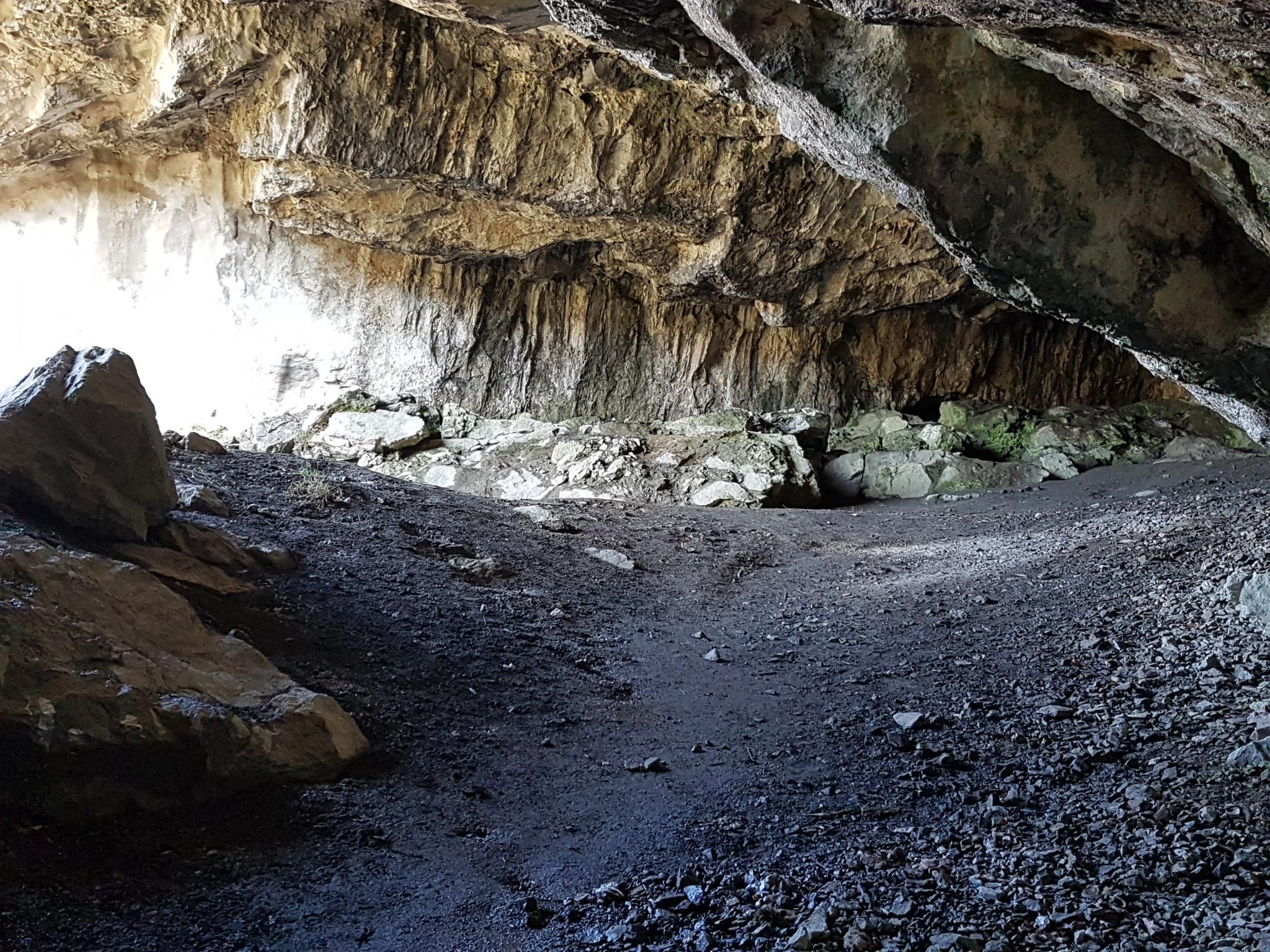
Seitlicher Blick in die Haupthöhle

In der Höhle fanden sich bei den Ausgrabungen (mindestens) zwei unterschiedliche Nutzungsphasen, die sich als getrennte Kulturschichten zeigten.
Das ältere Sedimentpaket im Hohlen Stein gehört zu offenbar mehreren Nutzungsphasen während der ausgehenden Altsteinzeit vor rund 12.500 Jahren in der Jüngeren Dryaszeit. Die im Hohlen Stein gefundenen Steinwerkzeuge gehören in die sogenannte Stielspitzen-Gruppe. Eine Nachsuche in den Grabungsfunden ergab Knochen- und Geweihgeräte, Reste der Jagdbeute, vor allem vom Rentier, und vieles mehr. Trotz der umfangreichen Zerstörungen von Befunden, die durch die Grabungen verursacht wurden, ist der Hohle Stein ein wichtiger Fundplatz aus der späten Altsteinzeit in Deutschland. Neben der Blätterhöhle in Hagen und der Balver Höhle im Hönnetal gehört der Hohle Stein zu den bedeutenden archäologischen Fundhöhlen in Nordrhein-Westfalen.
Im oberen Teil der Höhlensedimente wurden zahlreiche Relikte aus der vorrömischen Eisenzeit (etwa 750 v. Chr. bis zur Zeitenwende) entdeckt: zerscherbte Keramik, Fibeln, Schmuckgegenstände, Spinnwirtel, menschliche Skelettreste. Einzelne Keramikreste stammen aus der Völkerwanderungszeit. Interessant ist in diesem Zusammenhang, dass etwa ein Kilometer bachaufwärts einige Verhüttungsplätze für Eisen gefunden wurden. Scherbenfunde an diesem Fundplatz legen möglicherweise eine gleichzeitige Nutzung der Öfen und der Höhle im Hohlen Stein nahe, was allerdings wegen der mangelhaften Ausgrabungsdokumentation nicht zu klären sein dürfte. Eine größere Anzahl von archäologischen Funden aus dem Hohlen Stein sind im Kreisheimatmuseum in Lippstadt ausgestellt.

## Zur Interpretation der altsteinzeitlichen Funde

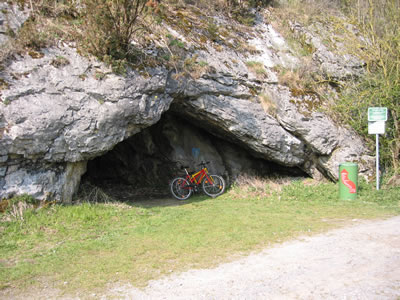
Kleiner Höhleneingang

Beim Bau eines Klärbeckens bei Rüthen im Möhnetal, wurde unter etwa 2 m Auenlehm eine rund 1 m mächtige Torfschicht gefunden. Bei der Untersuchung der im Torf erhaltenen Pollen stellte sich heraus, dass die untere Schicht des Torfes etwa aus der gleichen Zeit stammt, wie die steinzeitlichen Reste aus dem Hohlen Stein, der jüngeren Dryas- und der Parktundrenzeit (also ca. 9000–8000 v. Chr.). Die gefundenen Pollen geben Aufschluss über Klima und Landschaft dieser Zeit. Es wurden nur vereinzelt Baumpollen nachgewiesen (Weide, Birke, Kiefer), hauptsächlich Nichtbaumpollen. Bei Durchschnittstemperaturen, die etwa 6 °C unter den heutigen lagen, hatte sich eine baumarme Tundra entwickelt. Die verschiedenen Ausgrabungen rund um den Hohlen Stein in den ersten Jahrzehnten des 20. Jahrhunderts erbrachten eine große Anzahl von end-altsteinzeitlichen Funden. Nach dem bedeutendsten Fundort wird diese Kultur die Ahrensburger Kultur genannt. Das typische Werkzeug ist die Stielspitze.
Neben etwa 1500 Steinwerkzeugen und einzelnen Knochenwerkzeugen, fanden sich vor allem Tierknochen, hauptsächlich vom Rentier, weiterhin Knochen vom Wollnashorn, (Höhlen-)Bär, Eisfuchs, Schneehuhn und anderen Vertretern der eiszeitlichen Tierwelt. Diese Knochen sind nun nicht gleichzeitig in die Höhle gelangt. Sicher gleichzeitig mit den Werkzeugen der Ahrensburger Fundschicht sind allein die Reste von Rentier, Schneehuhn, und Eisfuchs. Die Funde des Hohlen Steins sind von deutlich überregionaler Bedeutung.
Der Hohle Stein gehört zu den wichtigsten Funden der Ahrensburger Kultur im gesamten Mittelgebirgsraum (neben den Höhlenstationen Kakushöhle und Remouchamps). M. Baales hat 1996 eine umfangreiche Dissertation vorgelegt, in der er die „Umwelt und Jagdökonomie der Ahrensburger Rentierjäger“ beschreibt. Die Rentierjäger der End-Altsteinzeit „folgten“ nicht den Herden – wie bis heute oft zu lesen ist – dafür sind Rentierherden viel zu schnell. Stattdessen zogen sie den Herden voraus, lauerten an Engstellen und Pässen. Diese sogenannte „head´em off at the pass“-Technik wurde bei rezenten Rentierjäger-Stämmen Nordamerikas beobachtet, dann auf schon bekannte altsteinzeitliche Fundkomplexe übertragen. Erst dadurch wurden bisher unerklärbare Befunde verstehbar, zum Beispiel die häufig gefundenen großen Mengen von winzigen Knochenbruchstücken. Die Knochen wurden fein zerstoßen, mit Wasser aufgekocht, so dass sich das in den Knochen enthaltene Fett löste und abgeschöpft werden konnte. Dieses Knochenfett war der entscheidende Vorrat in Zeiten ohne Jagdmöglichkeit.
Ob solche Kleinstfragmente auch im Hohlen Stein gefunden wurden, ist nicht mehr zu klären, da sie möglicherweise bei der wenig professionellen Ausgrabung verloren gegangen sind. Die Rentiere wanderten im Frühjahr aus den Wintereinständen im Tiefland in die Sommereinstände in den Mittelgebirgen. An Engpässen wurden sie, nach der These von M. Baales, auf diesen Wanderungen bereits von den Ahrensburger Rentierjägern erwartet. Diese hatten offensichtlich die Zeit bis zum Eintreffen der Rentiere genutzt, um Werkzeuge und Jagdwaffen in großer Zahl zu produzieren. Der besonders geeignete Feuerstein ist aus mindestens 10 km Entfernung herbeigeschafft worden. Im Frühjahr wanderte eine Herde Rentiere von der Haar aus nach Süden, überquerte die Möhne und nutzte das breite Glennetal, um tiefer in den Arnsberger Wald eindringen zu können. Möglicherweise hatten die Rentierjäger am Zusammenfluss von Glenne und Lörmecke das Glennetal mit einer Barriere versperrt, um sicherzugehen, dass die ganze Herde am Hohlen Stein vorbeizog. Allerdings sind aus dem südwestfälischen Bergland mehrere größere und kleine Oberflächenfundplätze bekannt, die ebenfalls von Menschen der endpaläolithischen Stielspitzen-Gruppe aufgesucht wurden.
An der Engstelle knapp unterhalb des Hohlen Steins konnten dann mindestens 14 – wahrscheinlich aber erheblich mehr – Rentiere in kurzer Zeit erlegt werden. Die Tiere wurden zerlegt, die Knochen zur Markgewinnung aufgeschlagen. Nachdem so ein Vorrat an Nahrung und Werkzeugen geschaffen war, zogen die Jäger vielleicht an andere Engpässe in der Nähe (Eppenloch, Bilsteinhöhle), oder ebenfalls nach Süden, um in den Sommereinständen der Rentiere weiter auf die Jagd nach einzelnen Rentieren gehen zu können. Als Last- und Zugtiere dienten diesen Jägern ausschließlich Hunde. Ein Hund ist für die Höhlenstation in der Kakushöhle mit einiger Sicherheit nachgewiesen, ein einzelner Zahn aus dem Hohlen Stein könnte eventuell auch von einem Hund, wohl eher jedoch von einem Wolf stammen. Im Hohlen Stein wurden zahlreiche dünne Geweihe von weiblichen oder noch nicht ausgewachsenen Rentieren gefunden, die keinerlei Bearbeitungsspuren tragen. Solche Funde kommen auch im Eppenloch und an anderen Fundstellen in Westfalen, zum Beispiel in der Oeger Höhle in Hagen-Hohenlimburg, und darüber hinaus vor. Es müssen sich nicht um rituelle Deponierungen, wie von Heimatforschern behauptet wurde, sondern auch um die Überreste von Hyänenbauten handeln. Hyänen schleppen Geweihe und Knochen in ihre Wohnplätze, um sie zu benagen und zu fressen.

## Der Hohle Stein in der vorrömischen Eisenzeit
1982 überprüfte Hartmut Polenz die Höhlenfunde des Sauerlandes auf die Möglichkeit einer kultischen Interpretation: „Die aufgezeigten Phänomene lassen keinen anderen Schluss zu, als dass wir es – und dies gilt wahrscheinlich doch für alle – bei den hier besprochenen Höhlen während der vorrömischen Eisenzeit mit Kultstätten zu tun haben.“ Zu den besprochenen Höhlen gehörte auch der Hohle Stein. Wilhelm Bleicher spricht sich in seiner Dissertation über „Die Bedeutung der eisenzeitlichen Höhlenfunde des Hönnetals“ eindeutig für eine kultische Nutzung der Höhle aus. Wie bei ihm üblich, schließt er aus neuzeitlichen Sagen schnell auf eisenzeitliche Praktiken. Allerdings werden solche Thesen in der modernen archäologischen Forschung etwas kritischer gesehen, da Höhlen als „Multifunktionsorte“ angesehen werden. Mit dem Ende der Bronzezeit, in der die Bewohner des Sauerlandes noch vollständig auf importiertes Metall angewiesen waren, mit dem Aufkommen des neuen Werkstoffes Eisen, kam es zu tiefgreifenden Veränderungen im Sauerland. Die bisher dünn besiedelten Bergländer wurden durch ihre reichen Erzvorkommen interessant. Möglicherweise stammen die im Lörmecketal ausgegrabenen Schmelzöfen (Rennöfen) aus dieser Zeit, sicher ist das nicht. Verschiedene Einzelfunde deuten auf Beziehungen zum südosteuropäischen Bereich, zum Kernland der Hallstattkultur. Im Hohlen Stein fanden sich in der „Schicht IV“ menschliche und tierische Skelettreste, Schmuck und Trachtenbestandteile, Keramik, Spinnwirtel – also das übliche Spektrum westfälischer Höhlenfunde der vorrömischen Eisenzeit. Die noch immer verbreitete Deutung als Ort von Fruchtbarkeitsriten mit Menschenopfern und Kannibalismus kann wohl zu den Akten gelegt werden, da sich hier vielmehr Hinweise auf einen Ort der Sekundärbestattung mit ahnen- und totenkultischen Riten ergeben. Ernst zu nehmen ist sicherlich der Hinweis von W. Bleicher, der auf einen schachtartigen Charakter der Höhle verweist. Möglicherweise sind tatsächlich Skelettreste, Grabbeigaben und/oder Opfergaben aus den höher gelegenen Teilen der Höhle in die tieferen Teile geworfen worden. Die Schichtbeschreibung von Henneböle/Andree legt diesen Eindruck nahe.

## Sagen, Legenden und Mythen
Heinz Ritter-Schaumburg äußerte in seinen Thesen zur Nibelungensage die Vermutung, dass es sich bei einem der Toten um „König Attila“ von Soest aus der Thidrekssaga gehandelt haben könnte. Diese Spekulationen entbehren jedoch jeder wissenschaftlichen Grundlage. Auch in der geschichtlichen Zeit – bis in die Neuzeit hinein – wurde der Hohle Stein von Menschen bewohnt oder benutzt. 1590 flüchtete ein Schäfer des nahegelegenen Schlosses Körtlinghausen mit seiner Herde vor Wölfen in die Höhle. Zu Beginn des 17. Jahrhunderts beherbergte die Höhle gar eine Falschmünzerwerkstatt. 1813 diente der Hohle Stein einem zugezogenen Sattler und Riemenschneider namens Föhring als Werkstatt und Notunterkunft, bevor er die Erlaubnis erhielt, sich in der Stadt Kallenhardt niederzulassen. Die Erinnerung an diesen Föhring dürfte wohl den Hintergrund einer kleinen Höhlensage bilden:
„Zu Großmutters Zeiten war es bei der Höhle nicht recht geheuer. Die Seele eines Mannes namens Röing, der vor etlicher Zeit lebte und eines gewaltsamen Todes starb, wurde in den Hohlen Stein verbannt. Seitdem geht seine Seele dort um. Eines Abends wagte ein Übermütiger, sie aufzufordern: ‚Röing, kumm mol heriut!‘ Da fing es in der Höhle an zu rumoren. Unter donnerähnlichem Krachen kollerten schwere Brocken den Felsen herab, einer bis dicht vor Benz Mühle. Alle Leute in der Mühle machten vor Schreck das Kreuzzeichen. Der große und sonst so freche Wolfshund verkroch sich winselnd in eine Ecke. Der Herausforderer wagte nicht, an dem Abend nach Hause zu gehen und bat, über Nacht in der Mühle bleiben zu dürfen.“ (nach Henneböle, 1963)